# Zaleya galericulata
Zaleya galericulata là một loài thực vật có hoa trong họ Phiên hạnh. Loài này được (Melville) H. Eichler miêu tả khoa học đầu tiên năm 1965.